# Jonathan Hellström
Jonathan David Hellström, född 9 augusti 1988 i Gävle Staffans församling, är en svensk före detta fotbollsspelare. Han spelade under sin karriär för Gefle IF och Sandvikens IF.

## Karriär
Hellströms moderklubb är Hille IF, vilka han lämnade hösten 2002 för Gefle IF. Han debuterade för klubben i Allsvenskan 2006. Totalt spelade Hellström 72 allsvenska matcher för Gefle. Han fick lämna klubben efter säsongen 2012 då han inte fick förnyat kontrakt.
I mars 2013 skrev han på ett ettårskontrakt med division 1-klubben Sandvikens IF. Under 2014 rehabiliterade Hellström sig från en skada, men inför säsongen 2015 återvände han till Sandvikens IF. I november 2015 förlängde Hellström sitt kontrakt över säsongen 2016. I november 2016 förlängde han sitt kontrakt med två år. I september 2018 förlängde Hellström återigen sitt kontrakt med två år. Efter säsongen 2020 avslutade Hellström sin fotbollskarriär.

## Karriärstatistik
| Klubb              | Säsong             | Liga                      | Liga    | Liga | Svenska cupen | Svenska cupen | Totalt  | Totalt |
| Klubb              | Säsong             | Division                  | Matcher | Mål  | Matcher       | Mål           | Matcher | Mål    |
| ------------------ | ------------------ | ------------------------- | ------- | ---- | ------------- | ------------- | ------- | ------ |
| Gefle IF           | 2006               | Allsvenskan               | 7       | 0    | 0             | 0             | 7       | 0      |
| Gefle IF           | 2007               | Allsvenskan               | 18      | 0    | 0             | 0             | 18      | 0      |
| Gefle IF           | 2008               | Allsvenskan               | 5       | 0    | 0             | 0             | 5       | 0      |
| Gefle IF           | 2009               | Allsvenskan               | 6       | 0    | 2             | 0             | 8       | 0      |
| Gefle IF           | 2010               | Allsvenskan               | 0       | 0    | 0             | 0             | 0       | 0      |
| Gefle IF           | 2011               | Allsvenskan               | 19      | 0    | 1             | 0             | 20      | 0      |
| Gefle IF           | 2012               | Allsvenskan               | 17      | 0    | 1             | 0             | 18      | 0      |
| Gefle IF           | Totalt             | Totalt                    | 72      | 0    | 4             | 0             | 76      | 0      |
| Sandvikens IF      | 2013               | Division 1 Norra          | 14      | 0    | 2             | 1             | 16      | 1      |
| Sandvikens IF      | 2014               | Division 2 Norrland       | 0       | 0    | 0             | 0             | 0       | 0      |
| Sandvikens IF      | 2015               | Division 2 Norra Svealand | 24      | 1    | 1             | 0             | 25      | 1      |
| Sandvikens IF      | 2016               | Division 2 Norrland       | 24      | 5    | 2             | 0             | 26      | 5      |
| Sandvikens IF      | 2017               | Division 1 Norra          | 24      | 2    | 1             | 0             | 25      | 2      |
| Sandvikens IF      | 2018               | Division 1 Norra          | 25      | 0    | 2             | 0             | 27      | 0      |
| Sandvikens IF      | 2019               | Division 1 Norra          | 0       | 0    | 0             | 0             | 0       | 0      |
| Sandvikens IF      | 2020               | Division 1 Norra          | 0       | 0    | 0             | 0             | 0       | 0      |
| Sandvikens IF      | Totalt             | Totalt                    | 111     | 8    | 8             | 1             | 119     | 9      |
| Totalt i karriären | Totalt i karriären | Totalt i karriären        | 183     | 8    | 12            | 1             | 195     | 9      |